# Pressostato

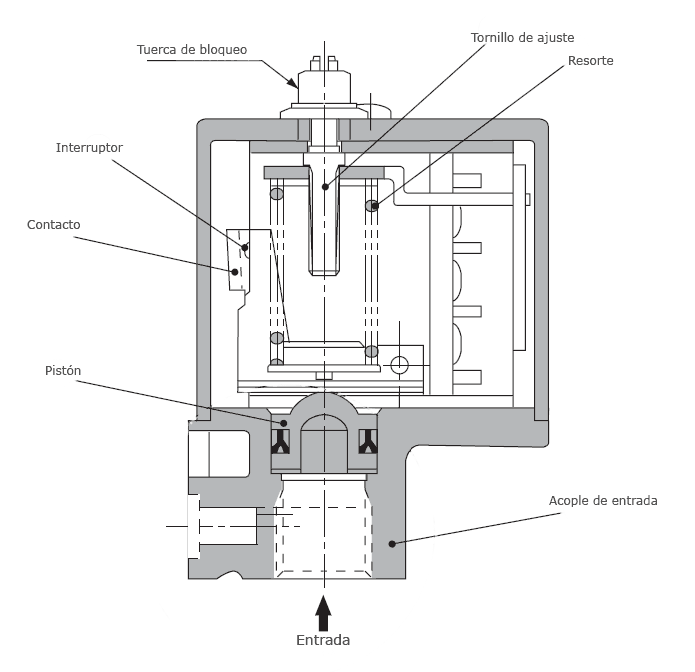
Schema di un pressostato

Il pressostato è un dispositivo a due stati (aperto o chiuso di un interruttore) utilizzato per la gestione semplice di una macchina che produce un determinato valore di pressione di un fluido.
A differenza del manometro, non è in grado di effettuare alcuna misura: il dispositivo ha in effetti un valore di soglia di attivazione, normalmente distanziato dal valore di disattivazione da una opportuna isteresi, atta a limitare gli effetti indesiderati di commutazione nell'intorno del valore di soglia.

## Tipo di pressostato
I modelli più comuni sono elettro-meccanici, dove l'elemento meccanico immerso nel fluido aziona un vero e proprio interruttore mediante leverismo.

Il difetto fondamentale di questa tecnologia risiede nella relativa complessità del gruppo meccanico, della necessità di una adeguata tenuta meccanica e della inaffidabilità intrinseca dei contatti elettrici a parti mobili.
Per applicazioni più critiche sono disponibili modelli con meccanica semplificata e con l'utilizzo dei sensori di posizione allo stato solido, quali semiconduttori ad effetto Hall o fotocellule (più frequentemente composte dalla coppia Led e Fototransistor), oppure realizzati senza alcuna parte mobile, tramite trasduttori di pressione lineari collegati ad un circuito trigger.

## Regolazioni
Il pressostato può essere tarato tramite due regolazioni:
- Pressione d'azionamento, nei modelli meccanici la soglia di intervento può essere modificata variando la lunghezza del braccio di leva o più comunemente della molla di contrasto tramite un dado di regolazione
- Pressione d'attacco, nei modelli meccanici si regola tramite  una seconda regolazione per disattivare l'intervento del pressostato, regolando il precarico di una seconda molla.

## Applicazione
Trova applicazione nei sistemi di controllo, dove a livello progettuale è utile o necessario ottenere un cambiamento di stato per un valore specifico di pressione. Ad esempio, nei sistemi di riscaldamento domestico, l'apertura di un rubinetto nel circuito dell'acqua sanitaria produce un abbassamento della pressione e la conseguente attivazione della caldaia. Oppure, nei sistemi di climatizzazione per autoveicoli, un pressostato di alta pressione aziona il ventilatore del condensatore al superamento di un determinato valore di pressione operativo nell'impianto (e disattiva il compressore in caso di superamento di un valore critico), e un pressostato di bassa pressione disattiva il compressore in caso di pressione di aspirazione oppure mandata troppo bassa (determinate, ad esempio, da una quantità di fluido refrigerante insufficiente, una temperatura dell'ambiente troppo bassa o, nel caso della pressione di aspirazione, un difetto operativo del sistema di ventilazione dell'abitacolo che provoca il congelamento di evaporatori).
Altre applicazioni comuni dei pressostati sono nei sistemi di sicurezza degli impianti frenanti pneumatici (accompagnato dal regolatore di pressione) di veicoli a convoglio, treni o autotreni o nei compressori dell'aria.